# Pierre-André Kombila
Pierre-André Kombila Koumba (8 de mayo de 1941) es un político, profesor, y doctor médico gabonés. Fue Primer Secretario del Rally Nacional de Leñadores (RNB), el partido de oposición principal de Gabón, de 1990 a 1998; entonces dirigió una ruptura del RNB, estableciendo el Rally Nacional más radical de Leñadores - Demócratas (RNB-D) en 1998. Fue nominado como el RNB-D candidato para la 1998 elección presidencial, pero recibió sólo una participación pequeña del voto. Más tarde,  abandonó su oposición al Presidente Omar Bongo y se unió el gobierno, sirviendo como Ministro de Educación Técnica y Vocacional de 2006 a 2009 y Ministro de Recursos Hidráulicos y Energías Nuevas en 2009. Siguiente a la muerte de Bongo, se reunió a la oposición a mediados de 2009.

## Educación y carrera médica
Nació en Lac Anengué, cercano a Port-Gentil, y estudió medicina en Francia, deviniendo cardiólogo; fue miembro de la Federación de Alumnado africano en Francia. Después de graduarse, Kombila declinó oportunidades de trabajo en Europa y escogió regresar a Gabón en 1977; siendo personalmente felicitado por el Pte. Omar Bongo el 6 de septiembre de 1977. En 1978,  fundó el Departamento de Cardiología en el Hospital Central de Libreville.
Kombila, un cardiólogo internacionalmente respetado, es miembro de la Sociedad de Cardiología Panafricano, así como miembro asociado y corresponsal de la Sociedad de Cardiología de Francia.

## Carrera política durante el 1990s
Como político de oposición, Kombila devino Primer Secretario del Rally Nacional de Leñadores (RNB) en 1990 y elegido a la Asamblea Nacional como un RNB candidato en el Moabi constituyente de Nyanga Provincia en la 1990 elección parlamentaria. Designado como Presidente del Comité de Elecciones Libres y Democráticas, un cuerpo de oposición, en junio de 1993.
Paul Mba Abessole, el presidente del RNB, fue candidato a la presidencia del partido en diciembre de 1993 a la elección presidencial. Resultados oficiales mostraron al Presidente Bongo derrotando Mba Abessole con una primera mayoría de 51%; aun así, Mba Abessole dijo que era el ganador real , declarándose Presidente y nombrando Kombila como su Primer ministro. Hablando a la Associated Press en esa ocasión, Kombila describió los resultados oficiales como "fraudulentos" y dijo que pretendía formar "un gobierno de lucha".
Fue diputado en la Asamblea Nacional hasta 1996 y editor del diario de oposición Le Bûcheron. Fue condenado por calumniar en contra Presidente Bongo en enero de 1998 después de que Le Bûcheron publicó reclamaciones que Bongo practicaba brujería, y recibió una suspensión por los cuatro meses de prisión suspendida.
Con anterioridad a diciembre de 1998 elección presidencial, Kombila fue expulsado del RNB en julio de 1998, dirigiendo sus seguidores para formar su facción propia y nominar a Kombila como su candidato a la presidencia más tarde. Mba Abessole, quién encabezó la otra facción, acusó a Kombila de "traición e indisciplina". Cuando el candidato del RNB-D, Kombila recibió 1,5 % del voto según resultados oficiales, Mba Abessole 13%. Omar Bongo ganó la elección con 66% de los votos; Kombila alegó fraude extendido.

## Carrera política desde fines de 1990s
Fue nombrado Director-General de Salud a fines de 1990s; y posteriormente Inspector-General de Salud antes de ser nombrado Director-General de Salud otra vez. En enero de 2000,  expresó decepción con la prevalescentes enfermedades en África, diciendo que "esto no es el renacimiento africano que esperamos"; además, a pesar de que los africanos no "esperó fuera de soluciones ... Las personas tienen que entender que estos no son justo nuestros problemas." En diciembre de 2003 que un índice insuficiente y decreciente de vacunación de niños en Gabón era preocupante aumentos en prevalecer measles, whooping tos, tuberculosis, y tétano neonatal. Hablando en 2004,  criticó a los tradicionales brujos extendiendo ideas nocivas, no científicas, perversas como la idea que el sida podría curarse por tener sexo con una virgen.
Con anterioridad a noviembre de 2005 con la elección presidencial, Kombila era Pte. de la Comisión Médica para los candidatos a la presidencia; evaluando la salud de los candidatos y determinando si estaban en una condición física apropiada para estar en cartelera oficina. Revisó la salud de Bongo el 10 de octubre de 2005. Para la elección de 2005, Kombila se retiró de la política, pero tras la victoria de Bongo, lo nombró en el gobierno como Ministro Estatal de Educación Técnica, Educación Vocacional, y Ocupación Profesional de Juventud el 21 de enero de 2006.
En diciembre de 2006 para la elección parlamentaria, Kombila fue otra vez elegido a la Asamblea Nacional, ganando el primer asiento como constituyente de Moabi RNB-D candidato. Retuvo su cartera ministerial después de la elección, a pesar de que sea posteriormente se redujo al rango de ministro el 29 de diciembre de 2007. En el RNB-D Tercer Congreso del 25 al 26 de enero de 2008, el RNB-D decidió formalmente unirse a la Mayoría Presidencial y Kombila fue elegida a la posición nuevamente creada de RNB-D Presidente.